# Waltheria arenaria
Waltheria arenaria är en malvaväxtart som beskrevs av Ridley. Waltheria arenaria ingår i släktet Waltheria och familjen malvaväxter. Inga underarter finns listade i Catalogue of Life.